# Matthias Goerne
Matthias Goerne (*31 de marzo de 1967, Weimar) es un barítono alemán de relevancia internacional destacadísimo intérprete de Lieder.

## Trayectoria
Estudió con Hans-Joachim Beyer en Leipzig, y luego con Dietrich Fischer-Dieskau y Elisabeth Schwarzkopf.
Con un repertorio que abarca la música barroca al contemporáneo con importantes contribuciones como Wozzeck, Wolfram en Tannhäuser, Eugene Onegin, Kurwenal en Tristan und Isolde, Lear de Aribert Reimann, Orestes en Elektra y otros roles, es considerado uno de los supremos liederistas de su generación. De particular importancia sus interpretaciones de Schumann, Brahms, Mahler y de los ciclos de Franz Schubert, compositor del que ha emprendido una serie de registros en once volúmenes, anteriormente fue convocado en varias oportunidades para la edición integral de las canciones de Schubert por el sello Hyperion inglés lideradas por Graham Johnson.
Ha suscitado admiración y controversia su interpretación de ciclos concebidos para voz femenina como las Wesendonck Lieder y Frauenliebe und Leben.
Debutó en 1997 en el Festival de Salzburgo como Papageno en La flauta mágica de Mozart dirigido por Christoph von Dohnányi. Actúa regularmente en la Semperoper, Covent Garden, Zúrich, Hamburgo, Florencia, Wiener Staatsoper, Gran Teatro del Liceo de Barcelona, París, Tokio, Teatro Real (Madrid), Berlín y el Metropolitan Opera.
Sus recitales con orquesta o acompañado por Pierre-Laurent Aimard, Leif-Ove Andsnes, Alfred Brendel, o Elisabeth Leonskaja en ámbitos como el Wigmore Hall y Carnegie Hall han recibido elogiosas críticas.
Ha sido el solista invitado por la Berliner Philharmoniker, Wiener Philharmoniker, Concertgebouworkest Ámsterdam, Philharmonia Orchestra, London Philharmonic, Los Angeles Philharmonic, New York Philharmonic, Philadelphia Orchestra, Boston Symphony, San Francisco Symphony bajo la dirección de Claudio Abbado, Riccardo Chailly, Christoph Eschenbach, Christoph von Dohnányi, Bernard Haitink, Nikolaus Harnoncourt, James Levine, Lorin Maazel, Ingo Metzmacher, Seiji Ozawa, Esa-Pekka Salonen, Leonard Slatkin, etc.
Desde 2001 es miembro honorario de la Royal Academy of Music y profesor de la Schumann Hochschule en Düsseldorf.

## Discografía selecta
- Bach Cantatas - Albrecht Mayer· Camerata Academia Salzburg· Sir Roger Norrington

- Bach: Messe In H-moll - Jacobs, Akademie Für Alte Musik.

- Bach: St. Matthew Passion Bwv 244, Rilling.

- Bach: St. John's Passion, Rilling.

- Berg/Mozart/R. Strauss/Wagner Arias 467 263-2.

- Braunfels: Die Vogel - Zagrosek, Kwon.

- D'Albert: Tiefland / Goerne, Welser-Möst (DVD).

- Hanns Eisler: The Hollywood Songbook / Goerne, Schneider.

- Henze: L'upupa und der Triumph der Sohnesliebe- Stenz, DVD Festival de Salzburgo 2003.

- Mahler: Des Knaben Wunderhorn - Riccardo Chailly, Barbara Bonney.

- Schubert: Winterreise - Matthias Goerne, Alfred Brendel 467 092-2 DH.

- Schubert: Die schöne Müllerin - Matthias Goerne, Eric Schneider 470 025-2 DH.

- Schubert Goethe Lieder - An den Mond/Versunken 452 917-2.

- Schubert: Schwanengesang / Beethoven: An die ferne Geliebte Matthias Goerne, Alfred Brendel 475 6011 1 DH.

- Schubert Edition Vol 1 - Sehnsucht, - Matthias Goerne, Elisabeth Leonskaya.

- Schubert: Edition Vol 2 - An mein Herz - Matthias Goerne, Helmut Deutsch, Eric Schneider.

- Schubert Edition vol 3 - Die Schone Mullerin - Goerne, Eschenbach .

- Schubert Edition vol 4 - Heliopolis. Matthias Goerne, Ingo Metzmacher.

- Schubert Hyperion Edition - Complete Songs Vol 27 - Graham Johnson.

- Schubert Hyperion Edition - Complete Songs Vol 30 (Winterreise) - Graham Johnson.

- Schumann Dichterliebe/Liederkreis, Vladimir Ashkenazy 458 265-2.

- Schumann: Liederkreis, 12 Gedichte / Goerne, Schneider .

- Schumann: Lieder Matthias Goerne, Eric Schneider 475 601-2 8 DH.

- Schreker: Die Gezeichneten / Zagrosek.

- Zemlinsky: Lyrische Symphonie / Eschenbach.